# Olszewka (powiat ciechanowski)
Olszewka – wieś sołecka w Polsce położona w województwie mazowieckim, w powiecie ciechanowskim, w gminie Sońsk.
W latach 1975–1998 miejscowość należała administracyjnie do województwa ciechanowskiego.
Wieś sąsiaduje z Ciemniewkiem, Ciemniewem i Mężeninem-Węgłowice.